# Campeonato Mundial de Natação em Piscina Curta de 2018 - 50 m costas feminino
A prova dos 50 metros nado costas feminino do Campeonato Mundial de Natação em Piscina Curta de 2018 foi disputado entre os dias 14 e 15 de dezembro de 2018, no Hangzhou Sports Park Stadium, em Hangzhou, na China. 

## Recordes
Antes desta competição, os recordes mundiais e do campeonato nesta prova eram os seguintes:
|                       | Nome            | Nacionalidade | Tempo | Local | Data                  |
| --------------------- | --------------- | ------------- | ----- | ----- | --------------------- |
| Recorde mundial       | Etiene Medeiros | Brasil        | 25,67 | Doha  | 7 de dezembro de 2014 |
| Recorde do campeonato | Etiene Medeiros | Brasil        | 25,67 | Doha  | 7 de dezembro de 2014 |

## Medalhistas
| Ouro                 | Prata                    | Bronze              |
| Olivia Smoliga (USA) | Caroline Pilhatsch (AUT) | Holly Barratt (AUS) |

## Resultados

### Eliminatórias
As eliminatórias ocorreram dia 14 de dezembro com um total de 57 nadadoras. 
| Colocação | Bateria | Raia | Nadadora             | Nacionalidade  | Tempo | Notas            |
| --------- | ------- | ---- | -------------------- | -------------- | ----- | ---------------- |
| 1         | 5       | 4    | Etiene Medeiros      | Brasil         | 26.13 | Q                |
| 2         | 5       | 6    | Fu Yuanhui           | China          | 26.26 | Q                |
| 3         | 6       | 3    | Olivia Smoliga       | Estados Unidos | 26.41 | Q                |
| 4         | 3       | 4    | Maaike de Waard      | Países Baixos  | 26.48 | Q                |
| 5         | 5       | 7    | Caroline Pilhatsch   | Áustria        | 26.51 | Q                |
| 6         | 4       | 3    | Miyuki Takemura      | Japão          | 26.53 | Q                |
| 7         | 4       | 5    | Georgia Davies       | Grã-Bretanha   | 26.56 | Q                |
| 7         | 6       | 2    | Holly Barratt        | Austrália      | 26.56 | Q                |
| 9         | 5       | 2    | Mathilde Cini        | França         | 26.57 | Q                |
| 10        | 5       | 3    | Simona Kubová        | Chéquia        | 26.58 | Q                |
| 11        | 4       | 6    | Mimosa Jallow        | Finlândia      | 26.60 | Q                |
| 12        | 5       | 5    | Ranomi Kromowidjojo  | Países Baixos  | 26.63 | Q                |
| 13        | 6       | 1    | Anastasia Fesikova   | Rússia         | 26.70 | Q                |
| 14        | 6       | 5    | Alicja Tchórz        | Polónia        | 26.74 | Q                |
| 15        | 6       | 6    | Kathleen Baker       | Estados Unidos | 26.77 | Q                |
| 16        | 4       | 4    | Emily Seebohm        | Austrália      | 26.81 | Q                |
| 17        | 3       | 6    | Karolína Hájková     | Eslováquia     | 27.13 |                  |
| 18        | 4       | 2    | Liu Xiang            | China          | 27.21 |                  |
| 18        | 5       | 0    | Andrea Berrino       | Argentina      | 27.21 |                  |
| 20        | 4       | 0    | Laura Riedemann      | Alemanha       | 27.22 |                  |
| 21        | 3       | 2    | Ingrid Wilm          | Canadá         | 27.25 |                  |
| 22        | 3       | 5    | Isabella Arcila      | Colômbia       | 27.26 |                  |
| 23        | 5       | 8    | Anastasiya Shkurdai  | Bielorrússia   | 27.40 |                  |
| 24        | 6       | 7    | Emi Moronuki         | Japão          | 27.50 |                  |
| 25        | 4       | 1    | Hanna Rosvall        | Suécia         | 27.54 |                  |
| 26        | 5       | 1    | Stephanie Au         | Hong Kong      | 27.57 |                  |
| 27        | 5       | 9    | Carlotta Zofkova     | Itália         | 27.62 |                  |
| 28        | 6       | 9    | Seraina Sturzenegger | Suíça          | 27.64 |                  |
| 29        | 4       | 8    | Ekatarina Avramova   | Turquia        | 27.81 |                  |
| 30        | 3       | 3    | Jeserik Pinto        | Venezuela      | 27.99 |                  |
| 30        | 4       | 9    | I.K.Jonsdottir       | Islândia       | 27.99 |                  |
| 32        | 6       | 0    | Paige Flynn          | Nova Zelândia  | 28.20 |                  |
| 33        | 3       | 7    | Hiba Fahsi           | Marrocos       | 29.22 |                  |
| 34        | 3       | 1    | Nimia Murua          | Panamá         | 30.34 |                  |
| 35        | 3       | 8    | Guiliana Dudok       | Uruguai        | 30.74 |                  |
| 36        | 3       | 9    | Kimberly Ince        | Granada        | 31.38 |                  |
| 37        | 1       | 1    | Britheny Joassaint   | Haiti          | 31.48 | Recorde nacional |
| 38        | 3       | 0    | Eda Zeqiri           | Kosovo         | 31.55 |                  |
| 39        | 2       | 0    | Therese Soukup       | Seicheles      | 31.97 |                  |
| 40        | 2       | 4    | Jannat Bique         | Moçambique     | 32.05 |                  |
| 41        | 2       | 3    | Annie Hepler         | Ilhas Marshall | 33.19 |                  |
| 42        | 1       | 6    | Naima Akter          | Bangladesh     | 33.86 |                  |
| 42        | 2       | 6    | Roylin Akiwo         | Palau          | 33.86 |                  |
| 44        | 2       | 8    | Daniela Costa        | Angola         | 34.01 |                  |
| 45        | 2       | 5    | Ada Thioune          | Senegal        | 34.32 |                  |
| 46        | 1       | 7    | Fatema Almahmeed     | Brunei         | 34.35 |                  |
| 47        | 1       | 5    | Noelani Day          | Tonga          | 34.45 |                  |
| 48        | 1       | 3    | Danielle George      | Guiana         | 34.74 |                  |
| 49        | 2       | 2    | Kayla Temba          | Tanzânia       | 36.48 |                  |
| 50        | 2       | 9    | Ina Gadama           | Malawi         | 42.87 |                  |
| 51        | 1       | 2    | Kanu Isha            | Serra Leoa     | 48.97 |                  |
| 52        | 2       | 1    | R.B.A.Ibrahim        | Sudão          | 49.06 |                  |
|           | 1       | 4    | Bopha Sam            | Camboja        | DNS   |                  |
|           | 4       | 7    | Elena Di Liddo       | Itália         | DNS   |                  |
|           | 6       | 4    | Katinka Hosszú       | Hungria        | DNS   |                  |
|           | 6       | 8    | Jenna Laukkanen      | Finlândia      | DNS   |                  |
|           | 2       | 7    | Evalyn Tome          | Ilhas Salomão  | DSQ   |                  |

### Semifinal
A semifinal ocorreu dia 14 de dezembro. 
Semifinal 1
| Colocação | Raia | Nadadora            | Nacionalidade | Tempo | Notas |
| --------- | ---- | ------------------- | ------------- | ----- | ----- |
| 1         | 3    | Miyuki Takemura     | Japão         | 26.31 | Q     |
| 2         | 4    | Fu Yuanhui          | China         | 26.33 | Q     |
| 3         | 1    | Alicja Tchórz       | Polónia       | 26.36 | Q     |
| 4         | 6    | Holly Barratt       | Austrália     | 26.38 | Q     |
| 5         | 7    | Ranomi Kromowidjojo | Países Baixos | 26.54 | QSO   |
| 6         | 2    | Simona Kubová       | Chéquia       | 26.60 |       |
| 7         | 5    | Maaike de Waard     | Países Baixos | 26.74 |       |
| 8         | 8    | Emily Seebohm       | Austrália     | 26.93 |       |

Semifinal 2
| Colocação | Raia | Nadadora           | Nacionalidade  | Tempo | Notas |
| --------- | ---- | ------------------ | -------------- | ----- | ----- |
| 1         | 5    | Olivia Smoliga     | Estados Unidos | 26.06 | Q     |
| 2         | 3    | Caroline Pilhatsch | Áustria        | 26.21 | Q     |
| 3         | 6    | Georgia Davies     | Grã-Bretanha   | 26.28 | Q     |
| 4         | 2    | Mathilde Cini      | França         | 26.54 | QSO   |
| 5         | 7    | Mimosa Jallow      | Finlândia      | 26.74 |       |
| 6         | 1    | Anastasia Fesikova | Rússia         | 26.76 |       |
| 6         | 8    | Kathleen Baker     | Estados Unidos | 26.76 |       |
| 8         | 4    | Etiene Medeiros    | Brasil         | 26.91 |       |

### Final
A final foi realizada em 15 de dezembro. 
| Colocação         | Raia | Nadadora           | Nacionalidade  | Tempo | Notas            |
| ----------------- | ---- | ------------------ | -------------- | ----- | ---------------- |
| Medalha de ouro   | 4    | Olivia Smoliga     | Estados Unidos | 25.88 | Recorde nacional |
| Medalha de prata  | 5    | Caroline Pilhatsch | Áustria        | 25.99 | Recorde nacional |
| Medalha de bronze | 1    | Holly Barratt      | Austrália      | 26.04 |                  |
| 4                 | 2    | Fu Yuanhui         | China          | 26.06 |                  |
| 5                 | 8    | Mathilde Cini      | França         | 26.17 |                  |
| 6                 | 6    | Miyuki Takemura    | Japão          | 26.30 |                  |
| 7                 | 3    | Georgia Davies     | Grã-Bretanha   | 26.31 |                  |
| 8                 | 7    | Alicja Tchórz      | Polónia        | 26.42 |                  |

Legenda
| Recorde mundial       | Recorde mundial (World record)               |                       | Recorde africano                      | Recorde africano (African) |                                           | Q | Classificado por posição (Qualified) |
| Recorde do campeonato | Recorde do campeonato (Championship record)  | Recorde da América    | Recorde da América (Americas)         | q                          | Classificado por melhor tempo (Qualified) |   |                                      |
| Melhor marca do ano   | Melhor marca do ano (World leading)          | Recorde asiático      | Recorde asiático (Asian)              | DNS                        | Não largou (Did not start)                |   |                                      |
| Recorde nacional      | Recorde nacional (National record)           | Recorde europeu       | Recorde europeu (European)            | DNF                        | Não terminou (Did not finish)             |   |                                      |
| Recorde pessoal       | Recorde pessoal do atleta (Personal best)    | Recorde da Oceania    | Recorde da Oceania (Oceania)          | DSQ / DQ                   | Desclassificado (Disqualified)            |   |                                      |
| Recorde da temporada  | Recorde da temporada do atleta (Season best) | Recorde sul-americano | Recorde sul-americano (South America) | NM                         | Sem marca (No mark)                       |   |                                      |